# Gedenkplaquette in Fort Zeelandia
Er hangt een gedenkplaquette in Fort Zeelandia aan de muur van gebouw 4 van Fort Zeelandia in Paramaribo. Dit gebouw bevindt zich bij binnenkomst links in het binnenfort.

## Het fort als museum
Fort Zeelandia werd gebouwd ter verdediging van Paramaribo tegen aanvallen vanuit zee. In 1747 nam Fort Nieuw-Amsterdam aan de overzijde van de Surinamerivier deze rol over. De functie van Zeelandia veranderde in een garnizoensplaats en vanaf in 1872 in een gevangenis.
Na een grondige restauratie werd het fort op 25 oktober 1972 overgedragen aan het Surinaams Museum, dat eerst op andere locaties gehuisvest was. In mei 1982 zette het militaire regime het museum eruit. Dertien jaar later, op 23 november 1995 na een grondige renovatie, kreeg het Surinaams Museum het fort terug.

## Plaquette
Frans Fontaine, conservator van het Tropenmuseum, opperde in 1995 om alle slachtoffers te herdenken die ooit in het fort omgekomen waren. De tekst werd ter plekke bedacht en op een A4'tje aan een celmuur vastgemaakt. Het jaar erop werd de plaquette met deze tekst onthuld en aan een celmuur in gebouw 4 bevestigd. De tekst is als volgt:
Allen die in de loop der tijd in Fort Zeelandia het leven lieten willen we hier in stilte gedenken.